# Солдатская Письмянка
Солдатская Письмянка — село в Бугульминском районе Татарстана. Входит в состав Берёзовского сельского поселения.

## География
Находится в юго-восточной части Татарстана на расстоянии приблизительно 7 км на север-северо-запад по прямой от районного центра города Бугульма на речке Письмянка.

## История
Основана в 1730-х годах, упоминалась также как Панская Слобода. Первыми поселенцами были отставные солдаты и потомки польских шляхтичей, поселённых на Новой Закамской линии. В 1827 году была построена Ильинская церковь.

## Население
Постоянных жителей было: в 1859—574, в 1889—741, в 1897—862, в 1910—829, в 1920—1229, в 1926—971, в 1938—494, в 1949—460, в 1958—220, в 1970—275, в 1979—181, в 1989 — 89, в 2002 — 67 (русские 70 %), 54 в 2010.